# Messicobolus cinctus
Messicobolus cinctus är en mångfotingart som först beskrevs av Chamberlin 1922.  Messicobolus cinctus ingår i släktet Messicobolus och familjen Messicobolidae. Inga underarter finns listade i Catalogue of Life.